# Kiriburu
Kiriburu è una suddivisione dell'India, classificata come census town, di 9.545 abitanti, situata nel distretto del Singhbhum Occidentale, nello stato federato del Jharkhand. In base al numero di abitanti la città rientra nella classe V (da 5.000 a 9.999 persone).

## Geografia fisica
La città è situata a 22° 06' 32 N e 85° 17' 28 E.

## Società

### Evoluzione demografica
Al censimento del 2001 la popolazione di Kiriburu assommava a 9.545 persone, delle quali 4.987 maschi e 4.558 femmine. I bambini di età inferiore o uguale ai sei anni assommavano a 1.362, dei quali 709 maschi e 653 femmine. Infine, coloro che erano in grado di saper almeno leggere e scrivere erano 6.380, dei quali 3.782 maschi e 2.598 femmine.